# Alija del Infantado
Alija del Infantado là một đô thị trong tỉnh León, Castile và León, Tây Ban Nha.
Thị trấn vốn có tên của Alija de los Melones và Alija del Infantado. Đô thị mất tên của Alija de los Melones nhận được trong năm 1960 cho đến ngày hôm nay. Nó thuộc về phạm vi quản lý cũ của Alixa của Melones (tỉnh León).
Alija nằm ở cùng vùng Tierra de La Bañeza, thuộc tỉnh miền nam của Leon, ở độ cao 740 mét so với mực nước biển (thủ đô). hạn thành phố của nó giới hạn phía bắc với San Esteban de Nogales, Quintana del Marco và Valcabado del Páramo, phía nam de Nogales Tỉnh Alcubilla Zamora, phía đông Pozuelo del Páramo và phía tây đến San Esteban de Nogales.
Mặc dù được nằm trong khu vực bằng phẳng của tỉnh, ranh giới phía tây của nó phù hợp với Becares núi, mà đạt đến 895 mét.
Đô thị này được tắm bằng sông Órbigo, mà chạy theo hướng bắc nam, và bởi sông Jamuz, mà tắm các phần phía bắc của thành phố.
Thị trấn Alija luôn có các hoạt động kinh tế chính của nông nghiệp và chăn nuôi, mặc dù trong thời điểm hiện tại đã hoàn toàn biến mất chăn nuôi và nông nghiệp trong Cuentra là một trở ngại rõ ràng và chỉ một chục nông dân trẻ duy trì hoạt động này.